# VfB Auerbach
Verein für Bewegungsspiele Auerbach 1906 e.V. é uma agremiação alemã, fundada a 17 de maio de 1906, sediada em Auerbach, na Saxônia. Além do futebol, o clube possui um departamento de tênis.

## História
A associação foi criada como Fußball Auerbacher Club, em 1906, tornando-se a segunda mais antiga em Vogtland. Venceu seu primeiro título na segunda classe, a Gau Vogtland, que era parte da VMBV (Verband Mittledeutschland Ballspiel Verein ou Federation of Central German Ballgame Clubs, em 1908. A AFC foi oficialmente registrada em 20 de junho de 1913 e após a Primeira Guerra Mundial a 18 de abril de 1919, com a introdução de departamentos de atletismo, tênis e desportos de inverno, o time foi recriado como Sportsclub VfB Auerbach 1906.
No rescaldo da Segunda Guerra Mundial as autoridades de ocupação aliadas ordenaram a dissolução das organizações existentes no país, incluindo esportes e clubes de futebol. No outono de 1945, o clube foi restabelecido como departamento de futebol do Sport-und Kultur-Kartell Auerbach iV . Um novo Sportsclub conhecido como BSG KWU Auerbach foi criado a partir do SuKK Auerbach, em 1949, e renomeado BSG Einheit Auerbach a 6 de janeiro de 1951. O BSG era um lado não apregoado local dentro e fora da divisão inferior da Berziksliga Karl-Marx-Stadt, hoje Chemnitz, na Alemanha Oriental. Em 1989, pouco antes do fim da Era DDR, o BSG foi o maior clube desportivo em Auerbach contendo departamentos de boliche, boxe, esgrima, ginástica, caminhadas, patins, tênis e tênis de mesa.
O clube retornou às suas raízes após a reunificação alemã, quando foi restabelecido como VfB Auerbach e continuou a desempenhar no que é agora a sexta divisão, a Berzirksliga Chemnitz. Em meados dos anos 90, atuou na Landesliga Sachsen (V), e depois de três segundos lugares (1996, 2001, 2002), finalmente conquistou o título da divisão, em 2003, para ganhar a promoção para a  NOFV-Oberliga Süd (IV).

## Títulos
Landesliga Sachsen campeão: 2003;